# Wolodymyr Pantelej

Wolodymyr Pantelej (2. v. r.; Startnummer 851) bei den Europameisterschaften 1974 in Rom

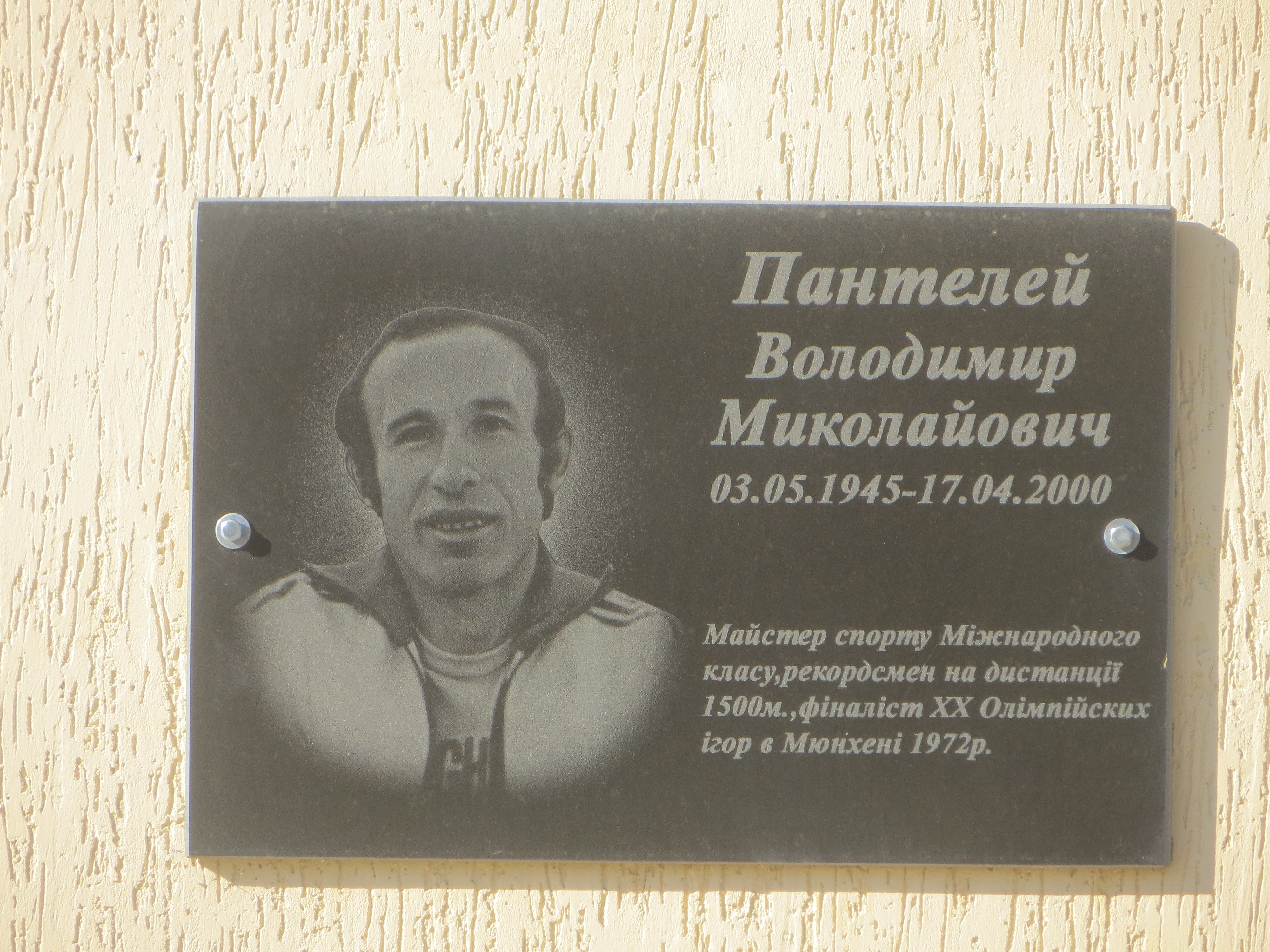
Erinnerungstafel für Wolodymyr Pantelej

Wolodymyr Pantelej (ukrainisch Володимир Пантелей, engl. Transkription Volodymyr Panteley; * 3. Mai 1945 in Solotschiw, Oblast Charkiw; † 17. April 2000) war ein ukrainischer Mittelstreckenläufer, der für die Sowjetunion startete und sich auf die 1500-Meter-Distanz spezialisiert hatte.
Bei den Europameisterschaften 1969 in Athen wurde er Zehnter, und bei den Halleneuropameisterschaften 1970 in Wien gewann er Bronze. 1971 holte er Silber bei den Halleneuropameisterschaften in Sofia und kam bei den Europameisterschaften in Helsinki erneut auf den zehnten Platz.
Bei den Olympischen Spielen 1972 in München wurde er Achter und bei den Europameisterschaften 1974 in Rom Fünfter.
1969 und 1972 wurde er Sowjetischer Meister.

## Persönliche Bestzeiten
- 1500 m: 3:37,8 min, 28. Juni 1973, Helsinki
  - Halle: 3:41,5 min, 14. März 1971, Sofia